# Rhinocricus brachyproctus
Rhinocricus brachyproctus är en mångfotingart som beskrevs av Pocock 1894. Rhinocricus brachyproctus ingår i släktet Rhinocricus och familjen Rhinocricidae. Inga underarter finns listade i Catalogue of Life.